# András Schiff
András Schiff (Budapest, 21 de diciembre de 1953) es un pianista húngaro, muy conocido por sus interpretaciones de Johann Sebastian Bach. También ha grabado el ciclo completo de las sonatas de Mozart, Beethoven, y Schubert y todos los conciertos para piano de Mozart y de Beethoven.

## Biografía
András Schiff nació en Budapest (Hungría) en 1953 en el seno de una familia judía y comenzó a recibir clases de piano a la edad de cinco años de la mano de Erzsébet Vadász. Continuó sus estudios musicales en la Academia Ferenc Liszt de Budapest, con los profesores Pál Kadosa, György Kurtág y Ferenc Rados. Emigró a Inglaterra en 1979 y siguió sus estudios en Londres, con George Malcolm. Desde 1989 a 1998 fue director artístico del «Musiktage Mondsee», festival de música de cámara que tiene lugar anualmente cerca de Salzburgo. 
En 1995 fundó, junto a Heinz Holliger, Los Conciertos de Pentecostés de Ittingen, Suiza. En 1998, Schiff organizó en el Teatro Olímpico de Vicenza (Italia) un ciclo similar, titulado Homenaje a Palladio. En 1999 creó su propia orquesta de cámara, la Capella Andrea Barca (la traducción de su propio nombre al italiano), con el fin de interpretar por un período de siete años, en la Semana Mozart de Salzburgo, todos los conciertos de piano compuestos por Mozart. Con esa orquesta y otras con las que ha mantenido una estrecha relación, dirige también conciertos de piano y sinfonías de compositores vieneses clásicos. 
En el año 2000, con ocasión del 250 aniversario de la muerte de Bach ofreció numerosos recitales y dirigió la Pasión según San Mateo.
Schiff prefiere repertorios intimistas, que exigen reflexión,y huye de los fuegos artificiales que inundan las partituras de autores como Liszt y Rajmáninov, que no quiere interpretar. "No digo que su música sea mala, los respeto como compositores y pianistas, pero sus obras no me dicen nada. Prefiero consagrarme a los músicos que adoro, como Mozart, Schubert, Schumann, Bartók o Bach, el más genial de todos los compositores".
En 2001 dirigió el Cosí fan tutte de Mozart en Vicenza y en el Festival de Edimburgo, y en 2004 dirigió Le nozze di Figaro nuevamente en la ciudad italiana. En ese año también interpretó el ciclo completo de las 32 sonatas de piano de Beethoven, en orden cronológico siendo grabadas en directo en la Tonhalle de Zúrich.
Schiff es ciudadano británico desde el año 2001. Está casado con la violinista Yuuko Shiokawa.

## Relación con la música de Bach
La afinidad de Schiff con Bach es evidente. El pianista manifestó que "Bach es el padre, Mozart el hijo y Schubert el espíritu santo" y "Puedo vivir sin escuchar a Rachmanínov, pero no sin Bach". 
En su aproximación a Bach destaca su afán de compartir lo que siente desde un conseguido equilibrio entre las matemáticas y los afectos. En ello tienen mucho que ver sus inclinaciones camerísticas, su gusto por los formatos intimistas. Pero en Bach no se puede prescindir de la arquitectura, de las simetrías, de la abstracción. Schiff, desde luego, vuelca su lectura con un pie en la razón pura y, sin embargo, no renuncia a un apasionamiento febril a medio camino entre los estímulos del corazón y la cabeza.
Es admirador y devoto de los primeros colegas suyos que abrieron caminos con Bach en el piano. Dice al respecto que admira "Sobre todo a Edwin Fischer, que no está de moda, pero para mí fue un héroe por haber hecho la primera grabación de una obra de Bach en nuestro instrumento. Y de Glenn Gould también, aunque es hoy un intérprete de culto. Tenía una personalidad brillante, pero demasiado excéntrica; es de esos artistas a los que admiras, pero no te atreves a seguir", dice. 
Aunque tuvo un contacto estrecho con Glenn Gould en sus últimos años para compartir su mutua pasión por las obras para teclado de Bach, sus versiones tienen personalidad propia, con un rigor formal, equilibrio y belleza que las han convertido en interpretaciones de referencia de estas obras al piano.
"Bach era un revolucionario, estoy seguro de que le hubiera gustado escuchar sus obras ahora en un piano moderno", asegura Schiff. Aunque sin hacer filigranas ni ornamentos, sin recargar: "Para Bach hay que usar colores puros, no mezclas ni pasteles propios del impresionismo". Por eso, por ejemplo, Schiff recomienda algo esencial: "Alejarse de los pedales". Es decir, no emplear cosas que los teclados de la época no tenían. "No se le puede tocar como a Liszt o a Chopin, como si fuera un romántico. Hay que usar los pedales con discreción. La sencillez es algo bueno, es profunda", dice Schiff.

## Premios y reconocimientos
Entre otras distinciones, András Schiff ha recibido: 
- 1990,  Premio Grammy a la mejor interpretación solista instrumental (sin orquesta), por las English Suites de J.S. Bach.
- 1994,  Premio Bartók
- 1994,  Medalla Conmemorativa Claudio Arrau de la Sociedad Robert Schumann de Düsseldorf, otorgada el 9 de junio, aniversario de la muerte de Arrau
- 1996,  Premio Kossuth, la más alta distinción húngara
- 1997,  Premio Leonie Sonnings de Copenhague
- 2007  Premio Bach de la Royal Academy of Music
- 2012,  Medalla Mozart del Mozarteum
- 2013,  Medalla de Oro de la Royal Philharmonic Society[7]

## Discografía parcial
- J.S.Bach - Conc. clvc. BWV 1052, 1055, 1056, 1060 - COE/Camerata Bern, 1989/1992, Decca
- Bach - Conc. clvc. BWV 1052-58/1060-1064/1044/Conc. Italiano - COE/Serkin/Canino, 1989/1993, Decca
- Bach, Invenziones a 2 y 3 voces - 1985, Decca
- Bach, Suites inglesas - 1988, Decca - Grammy Award for Best Instrumental Soloist Performance (without orchestra) 1990
- Bach, Suites francesas, Concierto italiano, Obertura en estilo francés - 1993, Decca
- Bach, Partitas, 1984, Decca
- Bach, El clave bien temperado, libro I - 1986, Decca
- Bach, El clave bien temperado, libro II - 1987, Decca
- Bach, Variaciones Goldberg, Cuatro duetos, Fantasía cromática y fuga - 1983, Decca
- Bach, Obras para piano solo - 1996, Decca
- Bach, Clavicordio - 2023, ECM
- L.v.Beethoven - Los conciertos para piano y orquesta, con Orquesta Estatal Sajona de Dresde, dirigida por Bernard Haitink - 1997, Teldec
- Beethoven - Las sonatas para piano - 2008, ECM
- Beethoven - Las sonatas para piano y violín, con Sándor Végh - 1986, Decca
- Beethoven - Música completa para piano y violonchelo, con Miklós Perényi - 2004, ECM
- J.Brahms - Las sonatas para piano y clarinete, con Jörg Widmann - 2020, ECM
- Brahms - Las sonatas para piano y violín, con Miklós Szenthelyi - 1989, White Label
- Brahms - Las sonatas para piano y viola, con Pál Lukács - 1978, Hungaroton
- Brahms - Los conciertos para piano y orquesta, con Orchestra of the Age of Enlightenment - 2021, ECM
- F.Mendelssohn - Los conciertos para piano y orquesta, con Orquesta Sinfónica de la Radio de Baviera, dirigida por Charles Dutoit - 1983, Decca
- W.A.Mozart - Los conciertos para piano y orquesta, con Camerata de Salzburgo, dirigida por Sándor Végh - 1995, Decca
- Mozart - Las sonatas para piano - 1981, Decca
- Mozart, Todas las grabaciones de Mozart de András Schiff - 2015, Decca
- F.Schubert, Impromtus/Momentos/Allegretto - 1998, Decca
- Schubert - Son. p. (compl.)/Impromtus/Momentos musicales/Danzas alemanas - 1988/1993, Decca
- Schubert - Son. p. (compl.)/Quint. La Trucha/Momentos musicales D. 780 - 1983/1994, Decca
- Schubert - Son. p. D. 958-960/Impromtus D. 899 - 1990/1993, Decca
- Grandes pianistas del siglo XX - Vol. 88, 1999, Philips